# John Gay
John Gay (Barnstaple (Devon), 30 juni 1685 – Londen, 4 december 1732) was een Engels dichter en dramaturg, vooral bekend door zijn toneelstuk The Beggar's Opera.
Gay was van 1712 tot 1714 secretaris van de hertogin van Monmouth. In 1713 verscheen het gedicht Rural sports, opgedragen aan Alexander Pope, met wie hij bevriend was.
In 1714 publiceerde hij Gay's Sheperd's week, een serie herdersgedichten.
In 1716 verscheen Trivia, or the Art of Walking the Streets of London, een gedicht in drie delen, mede geïnspireerd door Jonathan Swift.
In 1727 verscheen zijn eerste serie van de populaire Fables.
The Beggar's Opera, waarvan de eerste uitvoering plaatsvond in 1728, in Londen, was een reactie op de toenemende invloed van de Italiaanse opera en met name gericht op Georg Friedrich Händel. Qua werk was het niet alleen bedoeld als persiflage ten aanzien van de Italiaanse opera, maar gaf het ook de mogelijkheid, middels satirische teksten, kritiek te leveren op het corrupte bestuur van de eerste minister Sir Robert Walpole.
Ook verschenen er voor het eerst gewone mensen op het toneel. De muziek was van de tot Engelsman genaturaliseerde, Duitser van geboorte, Johann Christoph Pepusch (Johann Christoph Pepusch).
Dit stuk vormde voor Bertolt Brecht en Kurt Weill de inspiratiebron voor hun Dreigroschenoper uit 1928. Gay schreef met Polly in 1729 een vervolg, maar dat werd geen succes en werd wegens de vermeende politieke strekking verboden. Ook schreef hij het libretto voor Georg Friedrich Händels Acis and Galatea en Achilles.
Een tweede serie Fables kwam uit na zijn dood in 1738. Gay is begraven in Westminster Abbey.

## In Nederlandse vertaling
- De bedelaarsopera. Een zangspel. John Gay. Vertaling door Ernst van Altena, 2016. ISBN 9789491982330

- Bibsys: 90720622
- Biblioteca Nacional de España: XX881052
- Bibliothèque nationale de France: cb120125386 (data)
- CiNii: DA00689180
- Digitale Bibliotheek voor de Nederlandse Letteren: gay_003
- Gemeinsame Normdatei: 118716573
- International Standard Name Identifier: 0000 0000 8338 8063
- Library of Congress Control Number: n80045862
- Nationale Bibliotheek van Letland: 000100069
- MusicBrainz: b99916a0-eb72-4145-80ad-1b4516db1d5f
- Bibliotheek van het Japanse parlement: 00466998
- Nationale Bibliotheek van Tsjechië: ola2003165546
- Nationale bibliotheek van Australië: 35115968
- Nationale Bibliotheek van Israël: 987007307964105171
- Nationale Bibliotheek van Polen: a0000001182868
- Nederlandse Thesaurus van Auteursnamen: 068421141
- Istituto Centrale per il Catalogo Unico: LO1V035600
- LIBRIS: 188046
- SNAC: w6pn93p6
- Système universitaire de documentation: 028251024
- Trove: 831152
- Virtual International Authority File: 2480890
- WorldCat: E39PBJpV9wj6YGRrPYC4b98wG3